# Wang Xin
Wang Xin (Wuhan (Hubei), 11 augustus 1992) is een Chinese schoonspringster. Ze vertegenwoordigde haar vaderland op de Olympische Zomerspelen 2008 in Peking, China.

## Carrière
Bij haar internationale debuut, op de Aziatische Spelen 2006 in Doha, Qatar, veroverde Wang de gouden medaille op de 10 meter toren. Op de WK schoonspringen 2007 in Melbourne, Australië sleepte de Chinese de wereldtitel in de wacht op de 10 meter toren. Tijdens de Olympische Zomerspelen van 2008 in Peking, China legde Wang beslag op de bronzen medaille op de 10 meter toren, bij het synchroonspringen vanaf de 10 meter toren veroverde ze samen met Chen Ruolin de gouden medaille. In Rome, Italië nam de Chinese deel aan de WK schoonspringen 2009, op dit toernooi sleepte ze samen met Chen de wereldtitel in de wacht bij het synchroonspringen vanaf de 10 meter toren.

## Internationale toernooien
| Jaar | Olympische Spelen                                             | WK schoonspringen                             | Aziatische Spelen |
| ---- | ------------------------------------------------------------- | --------------------------------------------- | ----------------- |
| 2006 |                                                               |                                               | 10-meterplank     |
| 2007 |                                                               | 10-meterplank                                 |                   |
| 2008 | 10-meterplank · 10-meterplank synchro · Samen met Chen Ruolin |                                               |                   |
| 2009 |                                                               | 10-meterplank synchro · Samen met Chen Ruolin |                   |